# Hypomolis lachaumei
Hypomolis lachaumei är en fjärilsart som beskrevs av De Toulgoët 1982. Hypomolis lachaumei ingår i släktet Hypomolis och familjen björnspinnare. Inga underarter finns listade i Catalogue of Life.